# فيل آلفين
فيل آلفين (بالإنجليزية: Philip Joseph Alvin) هو موسيقي ومغني أمريكي، ولد في 6 مارس 1953 في داوني في الولايات المتحدة.

## وصلات خارجية
- الموقع الرسمي
- فيل آلفين على موقع ميوزك برينز (الإنجليزية)
- فيل آلفين على موقع ديسكوغز (الإنجليزية)